# The Devil (film fra 1908)
 For alternative betydninger, se The Devil. (Se også artikler, som begynder med The Devil)
The Devil er en amerikansk stumfilm fra 1908 af D. W. Griffith.

## Medvirkende
- Harry Solter som Harold Thornton
- Claire McDowell som Mrs. Thornton
- George Gebhardt
- D. W. Griffith
- Arthur V. Johnson